# 다른 사람
《다른 사람》은 강화길이 2017년 발표한 장편소설이다. 제22회 한겨레문학상 장편부문 수상작이며, 한겨레출판을 통해 2017년 8월 책으로 출간되었다.

## 초반 줄거리
여행사에서 일하는 진아는 상사인 이진섭과 사내연애를 하다가 데이트 폭력을 경험한다. 진아는 이를 인터넷에 고발했지만, 원치 않게 기사화된 후 온라인과 오프라인 양쪽에서 비난에 시달리고 결국 퇴사하게 된다. 트위터를 보다가 자신의 옛 대학 시절을 아는 듯한 비난 글을 발견하고, 이를 대학 동기인 양수진의 짓이라고 생각한 진아는 모교가 있는 전북 안진으로 향한다.
대학 시절 진아는 과 선배인 현규를 짝사랑했지만, 현규는 진아의 동기인 수진과 사귀게 된다. 이에 상심한 진아는, 예전에 현규가 과에서 따돌림당하던 유리와 만나는 것을 우연히 본 경험을 가지고 현규는 사실 유리와 사귀고 있다는 소문을 퍼뜨렸다. 이에 수진이 진아에게 따지자 진아는 반박하지 못했고 결국 거짓말쟁이로 몰린다. 그런데 그 일이 있은 후 유리는 뺑소니 사고로 사망한다. 진아는 이후 서울에 있는 대학으로 편입해서 졸업 후 취직한다.

## 등장인물
- 김진아: 주인공. 여행사에서 일하면서 만난 상사 이진섭과 연애 중 목을 졸리는 데이트 폭력을 경험했다. 그것을 인터넷에 고발했지만, 원치 않게 기사화된 후 누리꾼으로부터는 비난을, 회사로부터는 회사의 명예를 실추시켰다는 질책을 산다. 전라북도의 팔현군이라는 시골 동네 출신으로 인근 대도시인 안진에서 대학을 졸업했다.
- 양수진: 진아와 같은 팔현군 출신. 어릴 적 어머니가 가출한 뒤 할머니 손에 컸으며 어머니의 이름을 따 '춘자네'로 불렸다. 진아와 같은 안진대학교에 입학했다.
- 류현규: 진아의 대학 선배. 잘생긴 외모와 사려깊은 성격으로 여학생들에게 최고의 인기를 누렸다. 양수진과 연애 후 결혼하였다.
- 하유리: 진아의 대학 동기. 관종으로 취급되며 남학생들이 고백만 하면 청소기가 빨아들이듯 쉽게 넘어 왔기에 '진공청소기'라는 별명으로도 불렸다. 진아에게 친근하게 대했지만 진아는 그녀를 꺼렸다. 재학 중 교통사고로 사망하였다.
- 김동희: 진아가 대학교 시절 4개월 정도 데이트했던 키 큰 남학생. 현재는 모교에서 강사를 하고 있다.
- 이진섭: 진아의 남자친구. 잘생겼지만 어딘지 흐릿한 인상.
- 이강현: 안진대학교 유라시아문화콘텐츠학과 교수. 진아가 학교 다닐 때 영문학을 가르쳤는데 실력이 떨어지고 입냄새가 심하게 나 학생들로부터는 인기가 없었다. 그러나 타고난 정치력으로 학과 내 요직에 오른다.
- 송보영: 진아의 어릴 적 친구. 경찰소장의 막내딸로 동네 아이들에게 권력을 휘둘렀다.